# Christian Weber
Christian Weber (ur. 15 września 1983 w Saarbrücken) – niemiecki piłkarz  występujący na pozycji obrońcy w klubie Fortuna Düsseldorf.